# Schillonie Calvert
Schillonie Calvert, jamajška atletinja, * 27. julij 1988, Saint James, Jamajka.
Nastopila je na olimpijskih igrah leta 2012 ter osvojila srebrno medaljo v štafeti 4×100 m. V isti disciplini je osvojila naslova prvakinje na svetovnih prvenstvih leta 2013 in igrah Skupnosti narodov leta 2014.